# Herrmannsacker
Herrmannsacker település Németországban, azon belül Türingiában. 

## Népesség
A település népességének változása: